# Loca
„Loca” (în română: „Nebună”) este un cântec pop, Latino și Merenrap al cântăreței columbiene de origini libaneze Shakira. Este primul single extras de pe albumul „Sale El Sol” al interpretei. A ajuns pe locul 1 în Franța, Spania, Italia și Elveția și pe locul 32 in Billboard Hot 100. În Romanian Top 100 s-a oprit, momentan, pe locul 39. Există două variante ale cântecului: cea în limba engleză (în colaborare cu Dizzee Rascal) și cea în limba spaniolă (în colaborare cu El Cata).

## Compoziția
„Loca” este o adaptare pop a melodiei merengue „Loca con su tiguere”. Shakira a schimbat puțin ritmul și versurile melodiei. Pentru varianta în limba engleză, cu Dizzee Rascal, Shakira a adaptat toate versurile.

## Recenzii
Sara D Anderson de la Aol Radio Blog a apreciat felul Shakirei de a poza într-o ipostază Loca de fată cuminte. Monica Herrara de la revista Billboard a scris că Shakira abordează cu succes stilul merengue, aducându-și influențele proprii din zona latino-pop. Cotidianul The Sun a scris că: „Înregistrat în Republica Dominicană, Shakira își aduce semnătura la producerea Loca, îmbinând elemente merengue și rap cu cele pop și latino. De asemenea, piesa nu duce lipsă de ritmuri dance, tehno, salsa sau rock..

## Evoluția în clasamente
În ediția din 14 octombrie 2010 a revistei Billboard, „Loca” a debutat pe locul 98 în clasamentul US Hot 100. Pe 18 septembrie piesa a intrat pe ultima poziție în clasamentul difuzărilor la radiourile de muzică latino „Billboard Top 40 Tropical Songs”  și pe prima poziție a topului de descărări digitale din aceiași categorie, cu peste 6000 de descărcări legale. Pe 31 septembrie cântecul a ajuns până pe poziția a treizecișiuna. „Loca” a devenit al treisprezecelea șlagăr al Shakirei care a ocupat prima poziție în clasamentele latino din Statele Unite, făcând-o pe Shakira a doua femeie ca număr de piese pe prima poziție, după Gloria Estefan.
De asemenea, a devenit al nouălea hit de top 40 din Statele Unite, ajungând la locul 32, devansând succesul hitului internațional „Waka Waka” (#38) și piesa „Gypsy” (#62). A ajuns pe locul 36 în Canada. La 27 septembrie 2010 piesa a debutat pe locul 10 în Spania și pe locul 25 în Italia. Până acum a ocupat prima poziție în ultimele două țări, dar și în clasamentul de descărcări digitale din Franța și topurile din Belgia, Grecia și Elveția. A ajuns pe locul 2 în Austria și pe locul 28 în European Hot 100.
În România, „Loca” a debutat pe locul 95 în Romanian Top 100, apoi a urcat până pe poziția a cinzecișicincea. La data de 7 noiembrie, piesa a atins locul 39. În februarie 2011 piesa a început să fie difuzată de MTV România, Radio ZU și PRO FM, fiind astfel difuzată pe toate canalele radio + TV de muzică din România, în afară de Magic FM. Datorită ascensiunii difuzărilor, la 6 februarie „Loca” a urcat 27 de poziții (de la #47 la #20) în Romanian Top 100. Pe 13 februarie, piesa a intrat în top zece.

## Videoclip
Videoclipul adiacent piesei a fost filmat în Barcelona, Spania, în august 2010 și a fost regizat de Jaume de Laiguana. Pe 23 septembrie o avampremieră a clipului pe site-ul oficial al Shakirei, în care o arată dandu-se cu rolele și sărind în piscina Pla de Palau, alături de fanii ei. Videoclipul a fost lansat miercuri, la 29 septembrie 2010.

## Interpretări live
Shakira a interpretat varianta în limba engleză a piesei pentru prima dată la 23 septembrie 2010, la The Late Show with David Letterman. De asemenea, piesa face parte din repertoriul Shakirei pentru turneul ei actual. Ea l-a învățat pe George Lopez, dar și pe proprii ei fani, să danseze „Loca” într-o parcare. Shakira a interpretat „Loca” pentru prima dată alături de Dizzee Rascal, la MTV European Music Awards, la 7 noiembrie 2010, unde a fost nominalizată la categoria Best Female.

## Ordinea pieselor pe disc
Descărcare digitală (engleză)
1. "Loca" (cu Dizzee Rascal) – 3:11

Descărcare digitală (spaniolă)
1. "Loca" (cu El Cata) – 3:04

Disc CD
1. "Loca" (cu Dizzee Rascal) – 3:11
2. "Loca" (cu Dizzee Rascal) (Discotheque Remix) – 4:07

Disc EP prin iTunes 
1. "Loca" (cu Dizzee Rascal) (JS Mix) - 3:13
2. "Loca" (cu Dizzee Rascal) (Sticky Drums Remix de Gucci Vump Aka Brodinski și the Shoes) (cu Dizzee Rascal) - 3:14
3. "Loca" (cu Dizzee Rascal) (Freemasons Radio Edit) - 3:01
4. "Loca" (cu Dizzee Rascal) (Videoclip) - 3:24

## Clasamente
| Clasament (2010)                               | Poziție maximă |
| ---------------------------------------------- | -------------- |
| Austria (Ö3)                                   | 2              |
| Belgia (Flandra)                               | 3              |
| Belgia (Wallonia Tip Chart)                    | 1              |
| Brazilia (Popular songs)                       | 1              |
| Brazilia (Billboard)                           | 1              |
| Canada (Hot 100)                               | 36             |
| Cehia (IFPI)                                   | 1              |
| Danemarca (Tracklisten)                        | 12             |
| Țările de Jos (Top 100)                        | 55             |
| Elveția (Hitparade)                            | 1              |
| Uniunea Europeană (Hot 100 Singles)            | 1              |
| Uniunea Europeană (Top 200)                    | 1              |
| Finlanda (YLE)                                 | 11             |
| Franța (SNEP)                                  | 1              |
| Ungaria (Mahasz)                               | 4              |
| Italia                                         | 1              |
| Liban (International Songs)                    | 1              |
| Norvegia (VG Lista)                            | 3              |
| Polonia (ZPAV)                                 | 1              |
| România (RT100)                                | 1              |
| România (Pop Chart)                            | 1              |
| Rusia (TopHit)                                 | 1              |
| Slovacia (IFPI)                                | 3              |
| Spania (Promusicae)                            | 1              |
| Suedia (Sverigetopplisten)                     | 20             |
| Statele Unite ale Americii (Hot 100)           | 32             |
| Statele Unite ale Americii (Top 40 Mainstream) | 1              |

### Traiectorii
Pozițiile obținute în Romanian Top 100
| Săptămâna | 1  | 2  | 3  | 4  | 5  | 6  | 7  | 8  | 9  | 10 | 11 | 12 | 13 | 14 | 15 | 16 | 17 | 18 | 19 | 20 |
| --------- | -- | -- | -- | -- | -- | -- | -- | -- | -- | -- | -- | -- | -- | -- | -- | -- | -- | -- | -- | -- |
| Poziție   | 60 | 57 | 39 | 35 | 35 | 26 | 27 | 25 | 21 | 13 | 19 | 12 | 12 | 10 | 12 | 10 | 7  | 5  | 3  | 1  |